# Cascata de Fisgas do Ermelo
A Cascata das Fisgas de Ermelo é uma queda de água (cascata) localizada no Parque Natural do Alvão, próximo de Ermelo, na atual União de Freguesias de Ermelo e Pardelhas, Município de Mondim de Basto, Distrito de Vila Real, em Portugal.
Esta cascata é uma das maiores quedas de água de Portugal e uma das maiores da Europa fora da Escandinávia e dos Alpes, não se precipitando num único salto vertical: fá-lo em vários saltos, ao atravessar progressivamente uma grande barreira de quartzitos, num profundo socalco. As suas águas separam as zonas graníticas das zonas xistosas das terras envolventes.
O desnível desta cascata, apresenta assim 200 metros de extensão cavados pelas águas calmas, mas perseverantes do rio Olo que nasce no Parque Natural do Alvão.
Antes do inicio das quedas de água existe a montante um grupo de lagoas de águas cristalinas muitos usadas nas épocas de veraneio.
Para chegar à Cascata pode utilizar-se estradas florestais que ligam Lamas de Olo a de Ermelo ou a partir de Mondim de Basto e Vila Real através da estrada EN304 perto da aldeia de Ermelo e da ponte sobre o rio Olo.